# Giovanna Tosato
Giovanna Tosato (nac. 1949ido c. ) es una médica italo–estadounidense  e investigadora de cáncer que investiga el endotelio, angiogenesis, y el nicho de las células madre hematopoyéticas. Encabeza la sección de biología molecular y de la célula en el laboratorio de oncología celular del Instituto Nacional del Cáncer en los Estados Unidos. Tosato fue directora de división en el Centro de Evaluación e Investigación Biológica de 1992 a 1999.

## Educación
Tosato nació en c. 1949. Obtuvo su doctorado en Medicina en la Universidad La Sapienza de Roma en 1973. Completó una residencia en la Universidad Católica en Roma. En 1976, se traslada al Instituto Nacional del Cáncer (NCI) en los Estados Unidos donde se convierte en asociada clínica de pediatría y medicina y posteriormente  en médico invitada en la especialidad de metabolismo. En 1982, el trabajo realizado por Tosato, Alfred Steinberg, y Michael Blaese mostró una asociación entre una particular infección viral y la artritis reumatoide.

## Carrera e investigación
En 1983, Tosato empezó a trabajar en la Administración de Medicamentos y Alimentos de Estados Unidos (FDA). De 1992 a 1999  desempeñó el cargo de directora de la división de productos hematológicos del Centro de Evaluación e Investigación Biológica. En 1999, Tosato regresó al NCI como investigadora sénior. A partir de 2021, lidera la sección de biología de la célula en el laboratorio de oncología celular del Instituto Nacional del Cáncer.
El laboratorio de Tosato se centra en el estudio del endotelio en el contexto del desarrollo y progresión del cáncer. Estudia la angiogenesis y la supervivencia de los vasos en tanto que procesos esenciales para el crecimiento de un tumor. Su laboratorio investiga el endotelio como componente del nicho de las células madre hematopoyéticas. Esta búsqueda suele desarrolla apuntó terapias para cáncer y otras condiciones en qué el endotelio juega una función funcional.

## Vida personal
A los 64 años, Giovanna Tosato completó la Maratón de Boston 2013 en 3 horas y 57 minutos. Se encontraba a entre 40 y 90 metros pasada la línea de llegada cuando se inició el bombardeo de la Maratón de Boston.

## Publicaciones seleccionadas
- Tosato, G; Jones, Kd (March 1990). «Interleukin-1 induces interleukin-6 production in peripheral blood monocytes». Blood (en inglés) 75 (6): 1305-1310. ISSN 0006-4971. PMID 2310829. doi:10.1182/blood.V75.6.1305.1305.
- Taga, K; Mostowski, H; Tosato, G (June 1993). «Human interleukin-10 can directly inhibit T-cell growth». Blood (en inglés) 81 (11): 2964-2971. ISSN 0006-4971. PMID 8499633. doi:10.1182/blood.V81.11.2964.2964.
- Angiolillo, A L; Sgadari, C; Taub, D D; Liao, F; Farber, J M; Maheshwari, S; Kleinman, H K; Reaman, G H et al. (July 1995). «Human interferon-inducible protein 10 is a potent inhibitor of angiogenesis in vivo.». Journal of Experimental Medicine (en inglés) 182 (1): 155-162. ISSN 0022-1007. PMC 2192108. PMID 7540647. doi:10.1084/jem.182.1.155.
- Sgadari, C; Angiolillo, Al; Tosato, G (May 1996). «Inhibition of angiogenesis by interleukin-12 is mediated by the interferon-inducible protein 10». Blood (en inglés) 87 (9): 3877-3882. ISSN 0006-4971. PMID 8611715. doi:10.1182/blood.V87.9.3877.bloodjournal8793877.